# ASL 항공 벨기에
ASL 항공 벨기에(영어: ASL Airlines Belgium)는 벨기에의 화물 항공사로 본사는 벨기에 리에주에 위치해 있으며 1999년에 설립했다. 또한 사용하고 있는 허브 공항으로 리에주에 위치한 리에주 공항이 있으며 자회사는 아일랜드의 화물 항공사인 ASL 항공 아일랜드가 있다.

## 역사
1999년에 AOC와 벨기에 당국과 항공 운송 면허 신청을 받아 TNT 항공(영어: TNT Airways)이란 화물 항공사로 설립했다. 2000년에 BAE 146-200QT와 에어버스 A300-600RF를 도입했으며 같은 해 국제 항공 운송 협회에 가입했다. 2001년에 강사 및 심사관의 훈련 연장을 위해 내부 승무원 훈련을 허용을 TRTO 승인해 벨기에 당국에 의해 오퍼레이터로 인정했다.
2002년에 리에주에서 상하이와 선전 화물 노선 사이에 중국남방항공 카고와 코드쉐어 협정을 체결했다. 2003년에 최초로 보잉 737-300F를 도입해 TRTO 승인을 얻었으며 2004년에 전세 항공편에 취항하기 위해 보잉 737-300QC를 주문해 2005년에 인도되어 전세 항공편에 취항했다. 2006년에 보잉 747-400ERF를 주문해 2007년에 인도 했으며 최초로 리에주에서 상하이간 화물 노선에 취항했다.
2008년과 2009년에 싱가포르와 홍콩에 보잉 747-400ERF를 취항했으며 2010년에 보잉 777F를 주문해 2011년에 도입했다. 같은 해 1월 포스트NL, TNT 익스프레스로 두 개의 별도의 기업으로 분할이 되었고 5월 1일에 공식적으로 분리 되었다.
2012년에 아랍에미리트의 화물 항공사인 에미레이트 스카이카고와 코드쉐어 협정을 체결했다. 2016년에 네덜란드의 물류 기업이자 모기업인 TNT 익스프레스가 미국의 물류 기업인 페덱스에 매각됨에 따라 이 항공사는 ASL 항공 아일랜드에 인수되면서 현재의 사명으로 변경되었다.

## 운항 노선
- 2016년 11월 현재 ASL 항공 벨기에는 다음과 같은 노선을 취항하고 있다.

## 보유 기종
- 2019년 8월 기준으로 ASL 항공 벨기에는 다음과 같이 보유하고 있다.[2]

## 사진

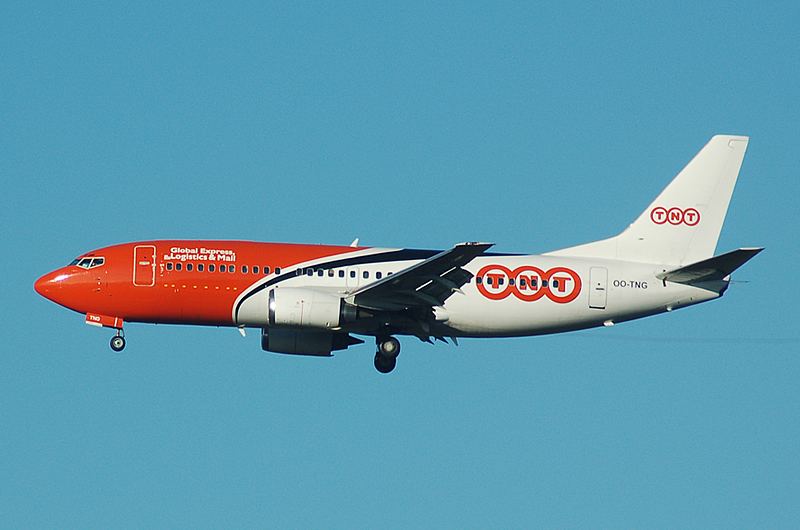
ASL 항공 벨기에의 보잉 737-300F (퇴역)
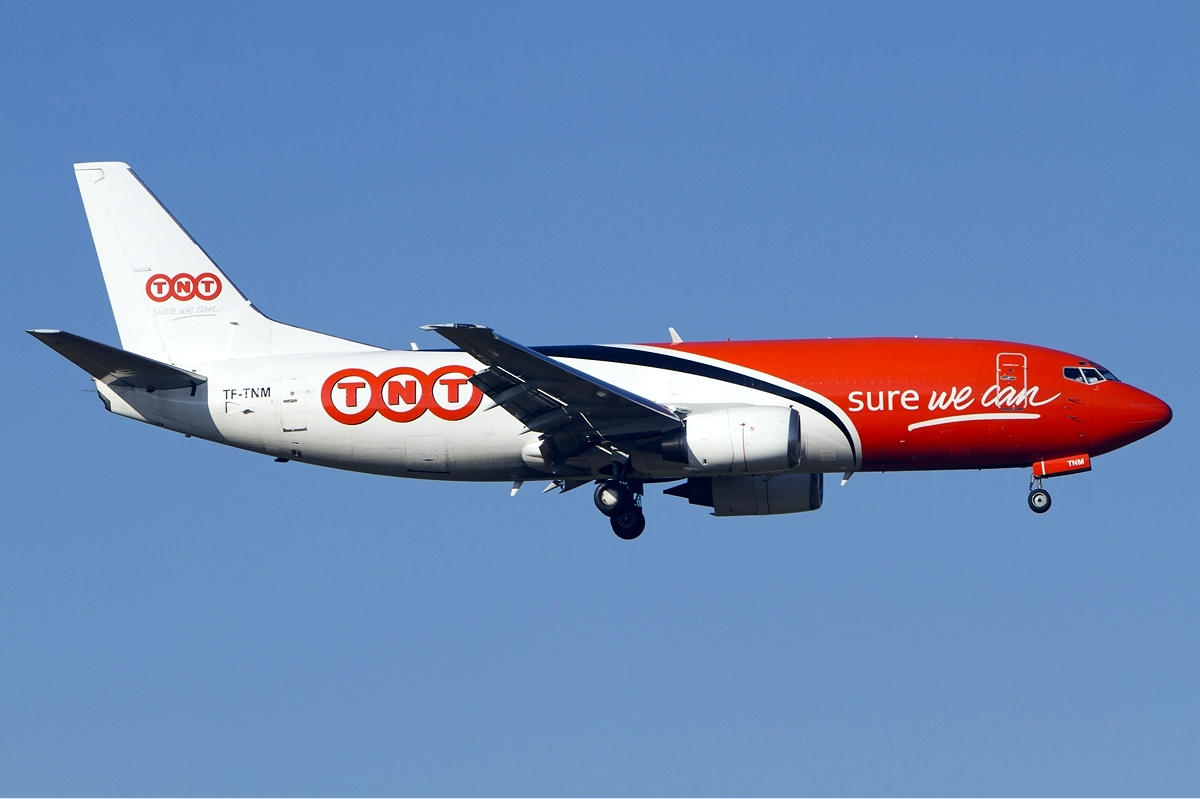
ASL 항공 벨기에의 보잉 737-300F (퇴역)
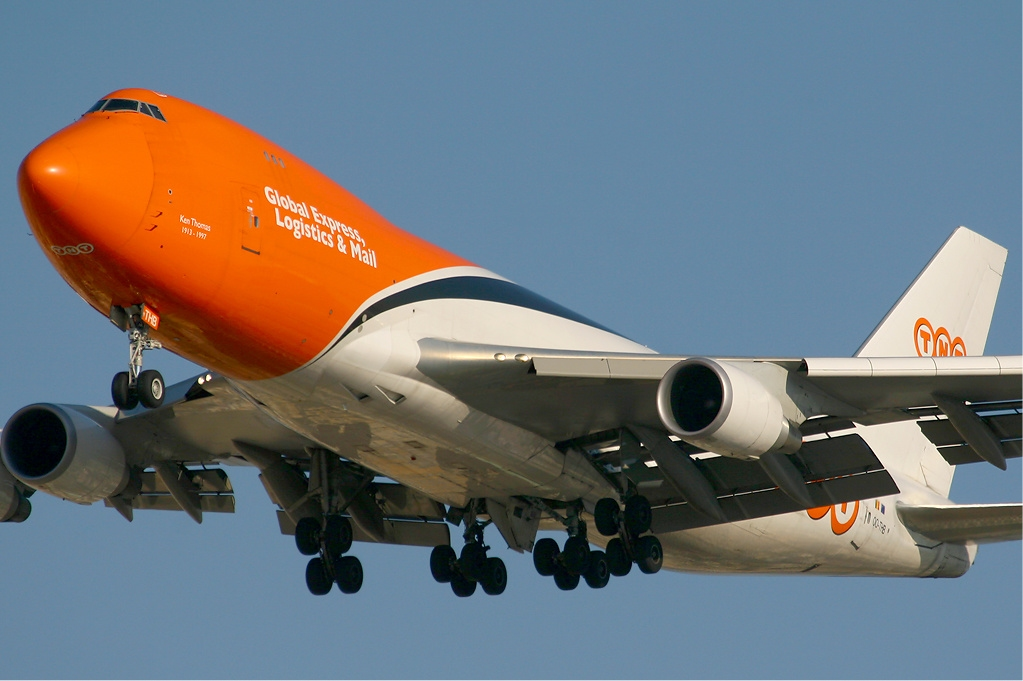
ASL 항공 벨기에의 보잉 747-400ERF (퇴역)
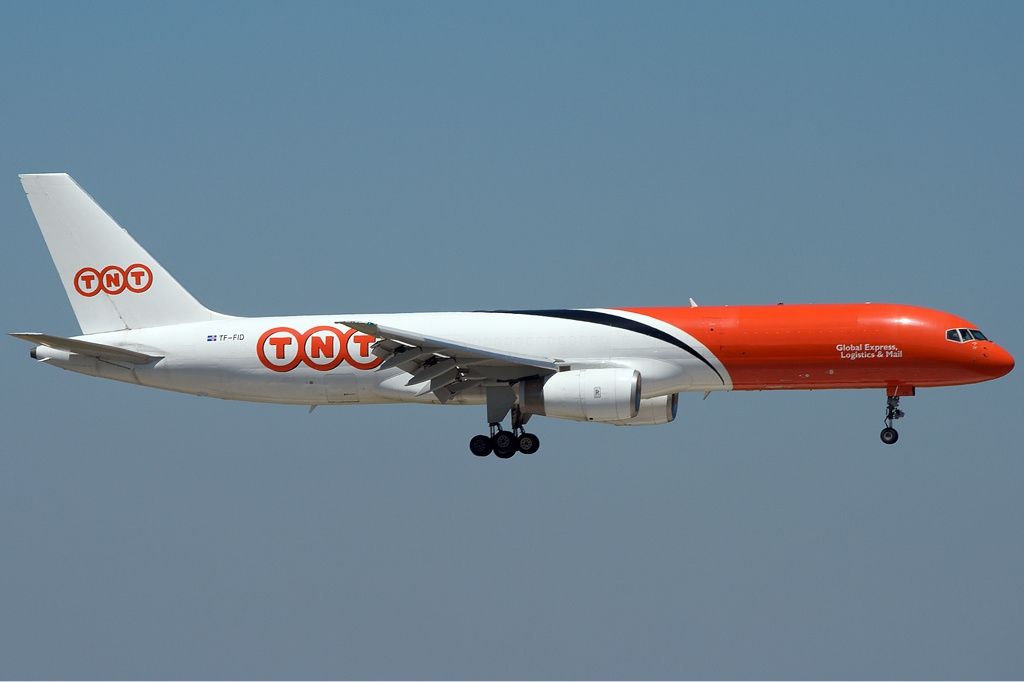
ASL 항공 벨기에의 보잉 757-200F

## 같이 보기
- ASL 항공 아일랜드